# Италијанска оклопњача Италија
Италија (итал. Italia) је била италијанска оклопњача класе Италија. Поринута је у луци Кастеламаре ди Стабија 1880. г.
Служила је на Медитерану као део манервне и резервне флоте. У Првом светском рату учествује као пловећа артиљеријска батерија крај Бриндизија. Од 1919. до 1921. служи у трговачке сврхе. 1921. је отписана и изрезана.